# Palila
Palila (Loxioides bailleui) är en fågel i familjen finkar inom ordningen tättingar som enbart förekommer i Hawaiiöarna.

## Utseende och läten
Palilan är en stor (19 cm) fink med en kort, rundad näbb. Hanen har guldgult huvud och bröst, svart tygel och näbb och vit undersida. Den är mörkgrå på rygg och övergump medan de mörka ving- och stjärtpenorna är brett guldkantade. Honan är inte lika gyllene och det grå på ryggen sträcker sig fram till hjässan. Sången är vacker och kanariefågelliknande, medan lätet i engelsk litteratur beskrivs som "chee-klee-o" eller "pa-lee-la" (varifrån fågeln fått sitt namn).

## Utbredning och systematik
Palilan är den enda nu levande arten i släktet Loxioides. Den förekommer i mamane- och naioskogarna på ön Hawaii i Hawaiiöarna.

### Familjetillhörighet
Arten tillhör en grupp med fåglar som kallas hawaiifinkar. Länge behandlades de som en egen familj. Genetiska studier visar dock att de trots ibland mycket avvikande utseende är en del av familjen finkar, närmast släkt med rosenfinkarna. Arternas ibland avvikande morfologi är en anpassning till olika ekologiska nischer i Hawaiiöarna, där andra småfåglar i stort sett saknas helt.

## Levnadssätt
Palilan är begränsad till bergsområden 2000–3000 meter över havet, där den föredrar torra skogar med Sophora chrysophylla (māmane) eller māmane-niao (Myoporum sandwicense). Den lever huvudsakligen av frön från māmane, men även blommor och insekter.Tillgången på māmanefrön påverkar häckningsframgång och de adulta fåglarnas överlevnad. Under torka verkar de flesta fåglar inte försöka häcka.

## Status och hot
Internationella naturvårdsunionen IUCN kategoriserar arten som akut hotad. Den minskar mycket kraftigt i antal, framför allt på grund av torka som begränsar tillgången på föda. Även habitatförstörelse på grund av överbetning, predation från katter och konkurrens om föda (fjärilslarver) från införda parasitsteklar. Världspopulationen uppskattas till mellan 800 och 1200 vuxna individer.

## Namn
Fågelns vetenskapliga artnamn hedrar Pierre Étienne Théodore Ballieu (1828-1885), fransk konsul i Hawaii 1869-1878.

## Bildgalleri

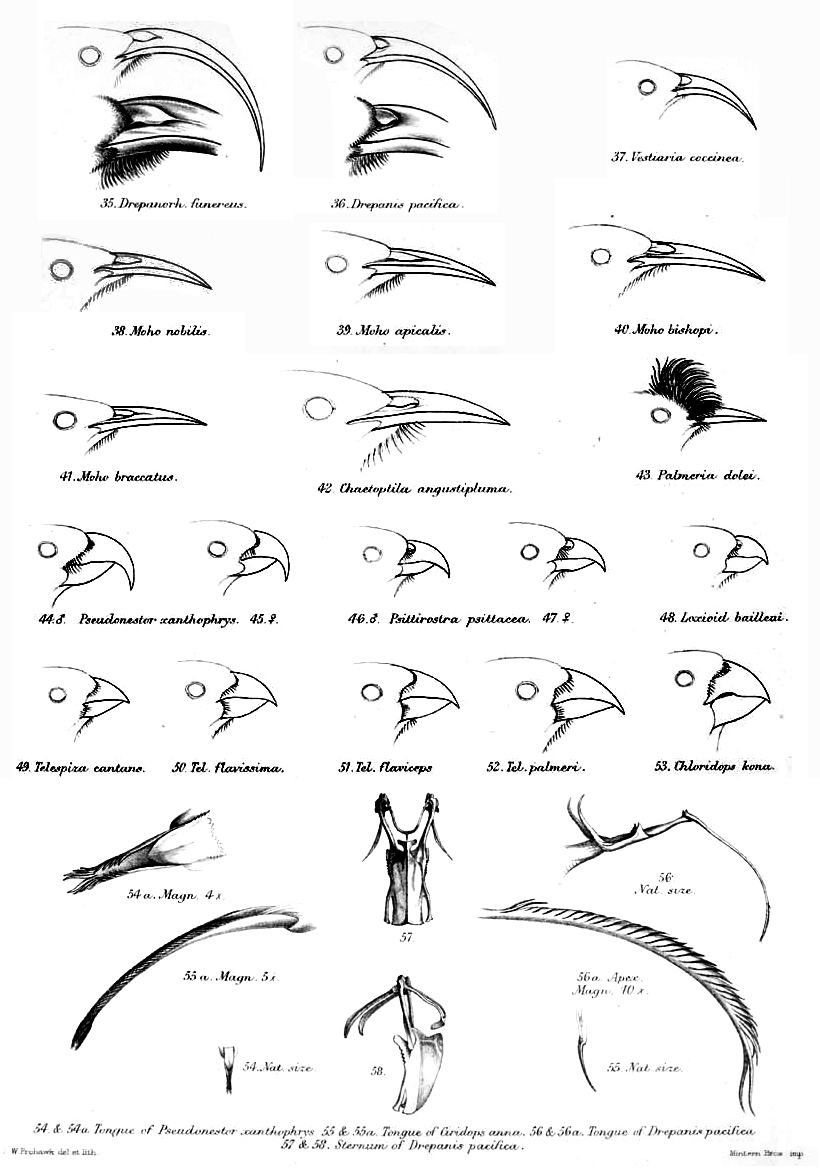
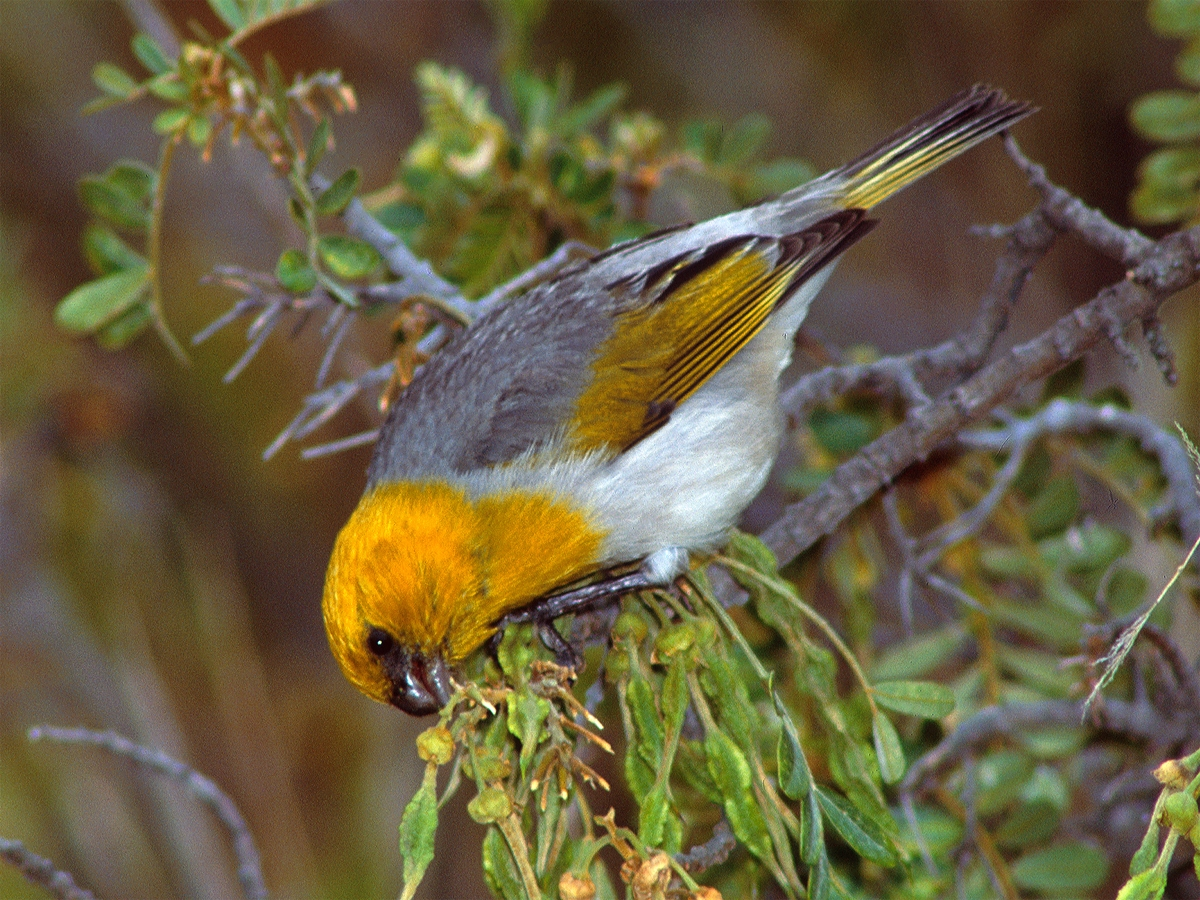